# شرلوک هولمز: راز گوشواره نقره‌ای
شرلوک هولمز: راز گوشواره نقره‌ای (به انگلیسی: Sherlock Holmes: Secret of the Silver Earring) یک بازی سبک ماجرایی و تک نفره است که از سری بازی‌های ماجرایی شرلوک هولمز و توسط فراگوارز ساخته و در سال ۲۰۰۴ توسط شرکت یوبی‌سافت در ۲ سی‌دی برای ویندوز منتشر شد.

## داستان
راز گوشواره نقره‌ای نام بازی است که در آن شما نقش کاراگاه معروف شرلوک هولمز را بازی می‌کنید. این کاراگاه مشهور با همکاری دستیار خود دکتر واتسن سعی در حل معمای یک قتل دارند. قتلی که یافتن قاتل آن اساس و مبنای بازی است. بازی از گرافیک بسیار خوبی برخوردار است و شخصیت پردازی جالبی را در آن شاهد خواهید بود. این بازی شما را در فضای انگلستان سال ۱۸۹۷ قرار می‌دهد، جائیکه هولمز مهمان یک ثروتمند معروف به نام ملوین برامزبی است. برامزبی به مناسبت بازگشت دخترش لاوینیا که مشغول تحصیل در کشور دیگری بوده‌است در روز تولد هجده سالگی او اقدام به برپایی جشنی می‌نماید و درست در زمانیکه او مشغول خوشامدگویی به میهمانانش شامل بازرگانان، افسران نظامی و بانوان بود، هدف گلوله قرار می‌گیرد و کشته می‌شود. در جریان این قتل لاوینیا مظنون اولیه می‌باشد.